# Dikke Mathile
Dikke Mathile is een Belgisch bier van hoge gisting.
Het bier wordt sinds 1986 gebrouwen in Brouwerij Strubbe te Ichtegem. Het is een amberkleurig bier met een alcoholpercentage van 6%. Het bier wordt oorspronkelijk gebrouwen in opdracht van een aantal Oostendse bierliefhebbers met de bedoeling een Oostends bier te brouwen. Het etiket wordt ontworpen door kunstenaar Redgy Van Troost uit Oostende, met het casinogebouw en het beeld 'De Zee' van beeldhouwer George Grard. Dit beeld wordt in de volksmond “Dikke Mathile” genoemd, vandaar de benaming van het bier. Omdat men geen toelating kreeg van de nabestaanden van de kunstenaar wordt op het huidige etiket een ander beeld afgebeeld.